# Никола Зограф
Никола Зограф (XVIII век) био је српски сликар и иконописац.

## Биографија
Никола Зограф је 1737. сликао фреске манастира Враћевшница заједно са Недељком, Георгијем и браћом Андрејевић (Андрејом и Филипом).